# GreenForest
GreenForest este o companie producătoare de mobilier de birou din România, înființată în anul 1992.
Deține o unitate de producție în Timișoara, cu o capacitate de producție de peste 2.000 de corpuri de mobilier pe lună.
Compania deține o cotă de circa 5% pe piața mobilierului de birou din România.
Număr de angajați în 2009: 110
Cifra de afaceri:
- 2008: 5 milioane euro[1]
- 2007: 4 milioane euro[2]
- 2004: 2 milioane euro[4]